# Ulli Nissen

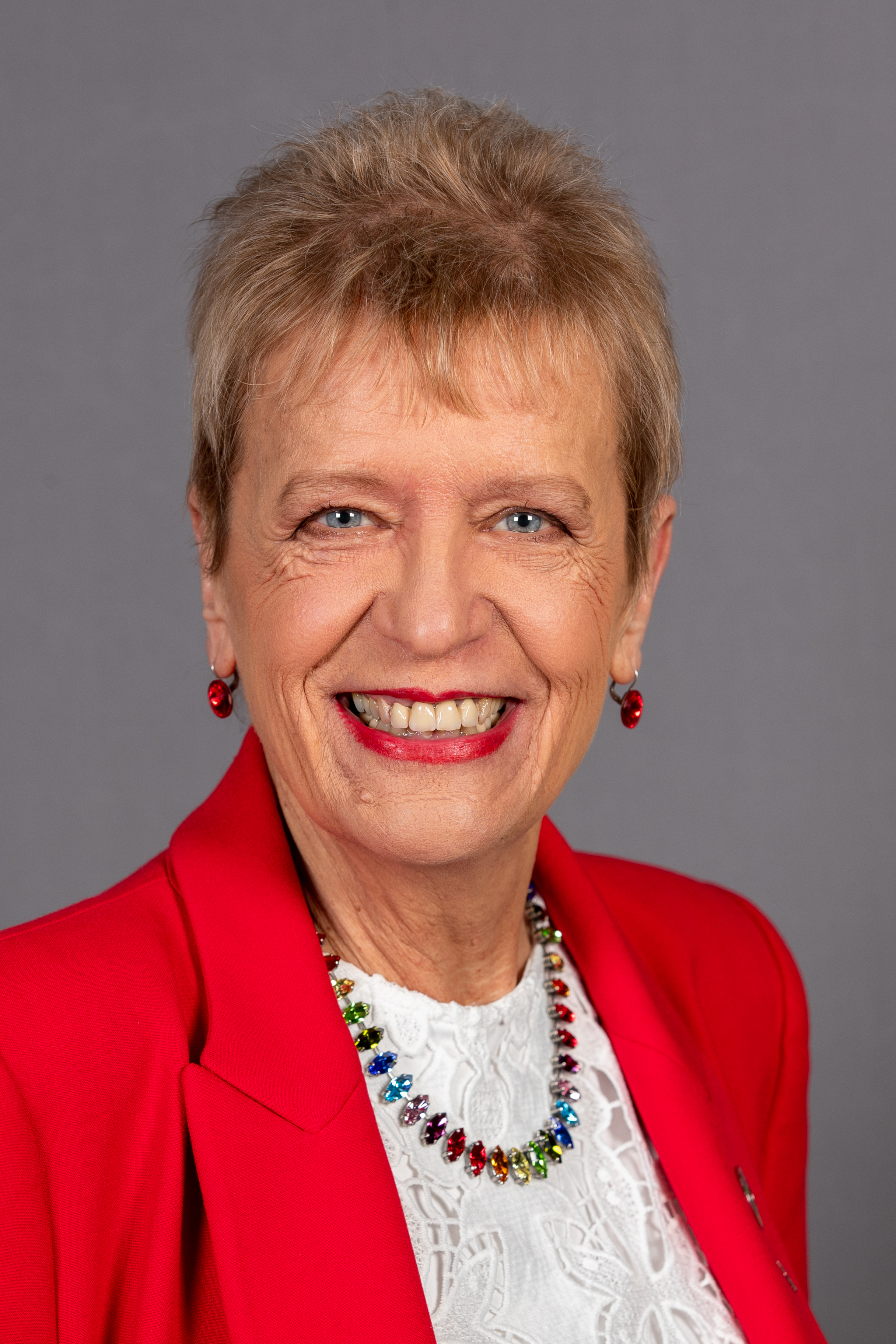
Ulli Nissen (2020)

Ulrike „Ulli“ Nissen (* 16. Juni 1959 in Essen) ist eine deutsche Politikerin (SPD). Sie war von 2013 bis 2021 Mitglied des Deutschen Bundestages.

## Leben und Beruf
Nach dem Besuch des Gymnasiums in Bad Bentheim, das sie mit der mittleren Reife verließ, absolvierte Ulli Nissen in Hamburg eine Ausbildung zur Bankkauffrau bei der Hamburger Sparkasse, wo sie bis 1987 als Beraterin arbeitete. 1987 zog sie nach Frankfurt am Main. Seit 1989 war sie als selbständige Finanzberaterin tätig, zudem ist sie seit dieser Zeit als Seminarleiterin und Hausverwalterin tätig.
Ulli Nissen ist verheiratet und hat zwei Söhne.

## Politik
Seit 1975 ist sie Mitglied der SPD. Schon 1972 engagierte sie sich bei den Jusos im Wahlkampf für den damaligen Bundeskanzler Willy Brandt.
Ulli Nissen war von 1988 bis 1995 Sprecherin der Jusos Frankfurt am Main. 1992 organisierte sie mit dem „Frankfurter Aufruf – Deutschland driftet nach Rechts“ eine deutschlandweite Unterschriftenkampagne als Reaktion auf die rechtsradikalen Anschläge von Mölln, Hoyerswerda und Solingen mit über 50.000 Unterschriften.
Dem Vorstand des Unterbezirks Frankfurt am Main gehörte sie von 1992 bis 1995 und dann wieder von 2007 bis 2019 an. In der Arbeitsgemeinschaft Sozialdemokratischer Frauen (ASF) engagiert sich Nissen seit 1996 als Vorsitzende der ASF Frankfurt. Von 2004 bis 2018 war sie außerdem Mitglied des ASF-Bundesvorstands mit Schwerpunkt im Bereich Arbeitsmarkt. Seit 2005 sitzt sie zudem der ASF des Bezirks Hessen-Süd vor.
Auf Nissens Initiative hin verleiht die Arbeitsgemeinschaft Sozialdemokratischer Frauen Hessen-Süd seit 2001 den Olympe-de-Gouges-Preis zur Würdigung des Einsatzes von Personen und Institutionen für die Freiheitsrechte von Frauen und für die Gleichberechtigung der Geschlechter. Außerdem nimmt Nissen als kritische Aktionärin ihr Rede- und Fragerecht auf Hauptversammlungen der Fraport AG zu den Beschäftigungsbedingungen der Arbeitnehmer wahr, bei den Hauptversammlungen der Deutschen Bank AG agierte sie ähnlich.
Zusammen mit vier weiteren Abgeordneten aus den Bundestagsfraktionen CDU, FDP, Die Linke, Bündnis 90/Die Grünen initiierte Nissen als Erstunterzeichnerin im Dezember 2020 den „Weihnachtsappell“. Die Bundesregierung wurde darin aufgefordert mehr Geflüchtete aus den abgebrannten Lagern in Moria aufzunehmen. Dem Appell schlossen sich insgesamt 243 Bundestagsabgeordnete an.
Nissen setzte sich erfolgreich für eine Erhöhung der Hilfsgelder des Bundes an den Serengeti-Nationalpark ein, da dieser aufgrund der Corona-Pandemie finanziell stark belastet war.
Nissen kandidierte bei den Bundestagswahlen 2005, 2009, 2013 und 2017 im Wahlkreis Frankfurt am Main II für das Direktmandat, unterlag jedoch stets den Kandidatinnen der CDU, Erika Steinbach (2005, 2009, 2013) bzw. Bettina Wiesmann (2017). Zur Bundestagswahl 2021 wurde Nissen von ihrer Partei nicht aufgestellt. Sie kandidierte auch nicht wieder für die Landesliste der SPD-Hessen.
Politische Positionen
Ulli Nissens Motto lautet: „Stark für die Schwachen – laut für die Leisen“. Nach diesem Motto setzt sie sich für Mieter ein, welche von Verdrängung, Entmietung, Immobilienspekulation oder baulichen Mängeln betroffen sind. Im Bundestag ist Nissen für das Thema Mietrecht als Berichterstatterin ihrer Fraktion zuständig. In der Funktion begleitet sie die Gesetzgebung in diesem Bereich. In einem Gastbeitrag im Vorwärts fordert Nissen eine soziale Bau- & Bodenpolitik und eine Stärkung der kommunalen Kompetenzen im Wohnungsmarkt und in der Bauplanung.
Nissen unterstützt die „Agenda 2030“ der vereinten Nationen bzw. die 17 Nachhaltigkeitsziele (SDGs) und erwähnte diese auch in ihren Reden im Bundestag.
In ihrem frauenpolitischen Engagement setzt sich Nissen auch für die Liberalisierung von Schwangerschaftsabbrüchen und für mehr gesundheitliche Aufklärung ein. In diesem Zusammenhang zeichnete die ASF Hessen Süd auf Nissens Vorschlag hin die Gießener Ärztin Kristina Hänel mit dem Olympe-de-Gouges-Preis aus.
Nissen rief die chinesische Staatsregierung mehrmals dazu auf, die Verfolgung von Falun Gong einzustellen. In ihren Grußbotschaften zu den Welt-Falun-Dafa-Tagen sagte sie den Falun Dafa Praktizierenden ihre Solidarität zu.

## Abgeordnete
Bei der Bundestagswahl 2013 wurde Nissen über die Landesliste (Platz 8) zum Mitglied des 18. Deutschen Bundestages gewählt. Auch im September 2017 zog sie wieder über die Landesliste (Platz 6) in den 19. Deutschen Bundestag ein.
Während der Legislatur des 18. Deutschen Bundestages war sie ordentliches Mitglied im Ausschuss für Umwelt, Naturschutz, Bau und Reaktorsicherheit sowie stellvertretendes Mitglied im Ausschuss für Verkehr und digitale Infrastruktur sowie im Ausschuss für Ernährung und Landwirtschaft und im Abgas-Untersuchungsausschuss. In der 19. Legislatur ist sie in den Ausschüssen für Umwelt, Naturschutz und nukleare Sicherheit und für Bauen, Wohnen, Stadtentwicklung und Kommunen tätig. Stellvertretend sitzt sie in den Ausschüssen für Familie, Senioren, Frauen und Jugend, für Recht und Verbraucherschutz und für Verkehr und digitale Infrastruktur sowie im Unterausschuss für Bürgerschaftliches Engagement.
2018 gründete Nissen den überfraktionellen Parlamentskreis Fluglärm, dem sich rund 50 weitere Abgeordnete angeschlossen haben. Nach eigenen Angaben ist Nissen auch Mitglied der Parlamentsgruppe „Seenotrettung“, welche von Luise Amtsberg geleitet wird.
2020 beantragte Nissen beim Menschenrechtsausschuss des Bundestages, den türkischen Oppositionspolitiker Turgut Öker in das Programm „Parlamentarier schützen Parlamentarier“ (PsP) aufzunehmen. Dem Antrag wurde stattgegeben, woraufhin Nissen die Patenschaft für Öker übernahm.
Wie im 18. Deutschen Bundestag war Nissen auch im 19. Deutschen Bundestag wieder Schriftführerin im Bundestag.

## Kontroversen
Nissen war ehrenamtliche Revisorin für die Arbeiterwohlfahrt in Frankfurt, von deren Posten sie zurücktrat, nachdem dort die Staatsanwaltschaft wegen des Verdachts auf Betrug und Untreue im Kontext des „AWO-Skandals“ Ermittlungen einleitete. Eigener Aussage nach hatte sie keinen wirklichen Überblick über die finanziellen Vorgänge bei dem Sozialverband. Weiter führte Nissen dazu aus, dass sie sich wie auch ihr Mitrevisor getäuscht fühlte; sei es durch Fehler in dem Bericht der vorgeschalteten, hauptamtlichen Wirtschaftsprüfer oder durch Verheimlichung von Sachverhalten seitens der AWO-Führung. Sie empfahl daher die Veröffentlichung des Revisionsberichts für 2016 und 2017 und begrüßte zudem, dass der Bundesverband nun hart durchgreife.
Laut Süddeutscher Zeitung fiel Ulli Nissen in der 19. Legislaturperiode des Deutschen Bundestages durch die meisten Zwischenrufe gegen die AfD-Fraktion auf.
Im Januar 2021 warnte Ulli Nissen in einer Pressemitteilung die Öffentlichkeit vor der Westend-Projekt- und Steuerungsmanagement GmbH (WPS). Das Wohnungsunternehmen, welches ein Mietshaus im Frankfurter Nordend kaufen wollte, sei schon in der Vergangenheit durch seinen „ruppigen Umgang“ mit den Mietern negativ aufgefallen. Dabei habe die WPS Mieter „erheblich unter Druck“ gesetzt und drangsaliert, behauptete Nissen mit Verweis auf „eine Fülle von Material und Aussagen“, die ihr vorlägen. Auch eine Entscheidung des Frankfurter Verwaltungsgerichts stützt diese Einschätzung (Entscheidung der achten Kammer des VG Frankfurt vom 29. Januar 2021, Aktenzeichen: 8 L 3058/20.F). Durch Androhung gerichtlicher Schritte wurde Nissen von der WPS dazu aufgefordert eine Richtigstellung zu veröffentlichen. Nissen habe „unwahre Tatsachen und Rufschädigung durch Schmähkritik“ verbreitet, so die WPS. Ulli Nissen kam dieser Forderung nicht nach, sondern bekräftigte in einer Bundestagsrede die Kritik an der WPS und sagte, dass sie sich nicht einschüchtern lassen würde.

## Weitere Mitgliedschaften (Auswahl)
- Allgemeiner Deutscher Fahrrad-Club
- Anlaufstelle straffällig gewordener Frauen e.V.
- Amnesty International
- AWO
- BundesAdler Fanclub Eintracht Frankfurt im Bundestag
- Frankfurter Katzenschutzverein
- Freiwillige Feuerwehr Fechenheim
- FSV Frankfurt
- Greenpeace
- Bildungsstätte Anne Frank e.V.
- Marie-Schlei-Verein
- Netzwerk Friedenskooperative
- Pro Asyl
- Sozialverband VdK
- Tierschutzverein Frankfurt am Main und Umgebung von 1841 e.V.
- Ver.di